# Ederswiler
Ederswiler é uma comuna da Suíça, situada no distrito de Delémont, no cantão de Jura. Tem 3,32 km² de área e sua população em 2018 foi estimada em 122 habitantes. É a única comuna de língua alemã do cantão jurassiano.